# 쓰쿠이하마역
쓰쿠이하마역(일본어: 津久井浜駅、つくいはまえき)

(영어: Tsukuihama Station)은 일본 가나가와현 요코스카시에 있는 철도역이다.역 번호는 KK70.

## 역 구조
복선 구간, 8량 편성 대응의 상대식 승강장 2면 2선의 지상역. 개찰은 역의 북동쪽 끝에 1개 설치되어 승강장 양쪽에는 계단 및 엘리베이터가 있다. 지형의 관계에 의해 북동쪽은 고가 구조로 되어 있어, 역사 부근은 고가역의 정취가 있다. 개찰구 옆에 매점(게이큐 스테이션 스토어)이 설치되어 역무원이 판매를 하고 있다. 자동개찰기가 설치되어 있지만, 유인개찰의 부스가 남아있다.
| 1 | ■ 구리하마 선 | 미사키구치 방면 |
| 2 | ■ 구리하마 선 | 요코스카추오・요코하마・게이큐 가와사키・시나가와 ○도영 지하철 아사쿠사 선 니혼바시・아사쿠사・오시아게 게이세이 선 이오토・게이세이 다카사고 방면 |

## 역세권 정보
- 미우라 해안
- 가나가와 현립 쓰쿠이하마 고등학교
- 쓰쿠이 해수욕장
- 쓰쿠이하마 관광농원
- 국도 134호선

## 역사
- 1966년
  - 3월 27일: 구리하마 선의 종착역으로서 영업 개시.
  - 7월 7일: 구리하마 선 미우라 해안역까지 연장, 중간역이 됨.
- 2007년: 엘리베이터 설치.

## 사진

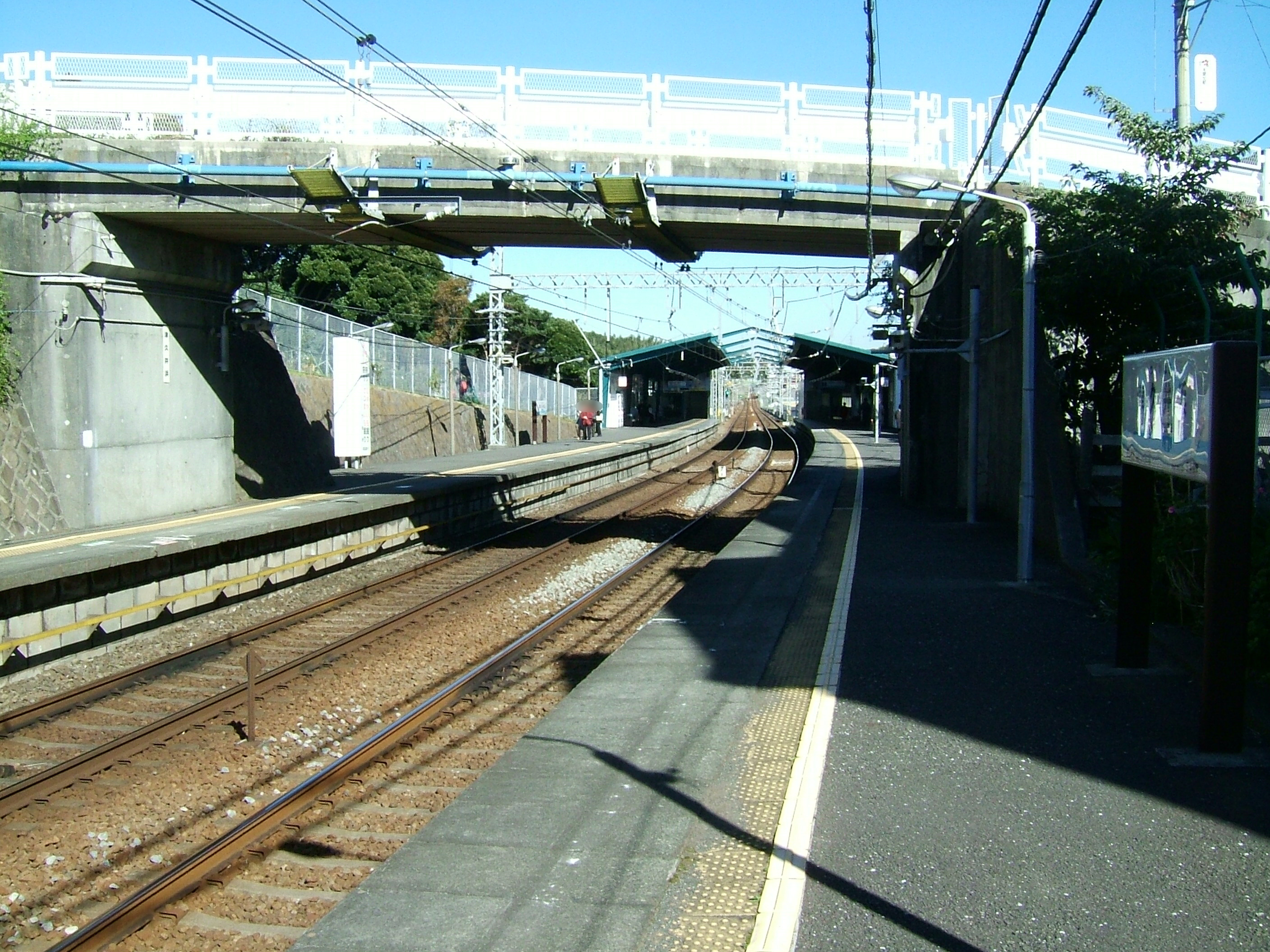
2008년 승강장
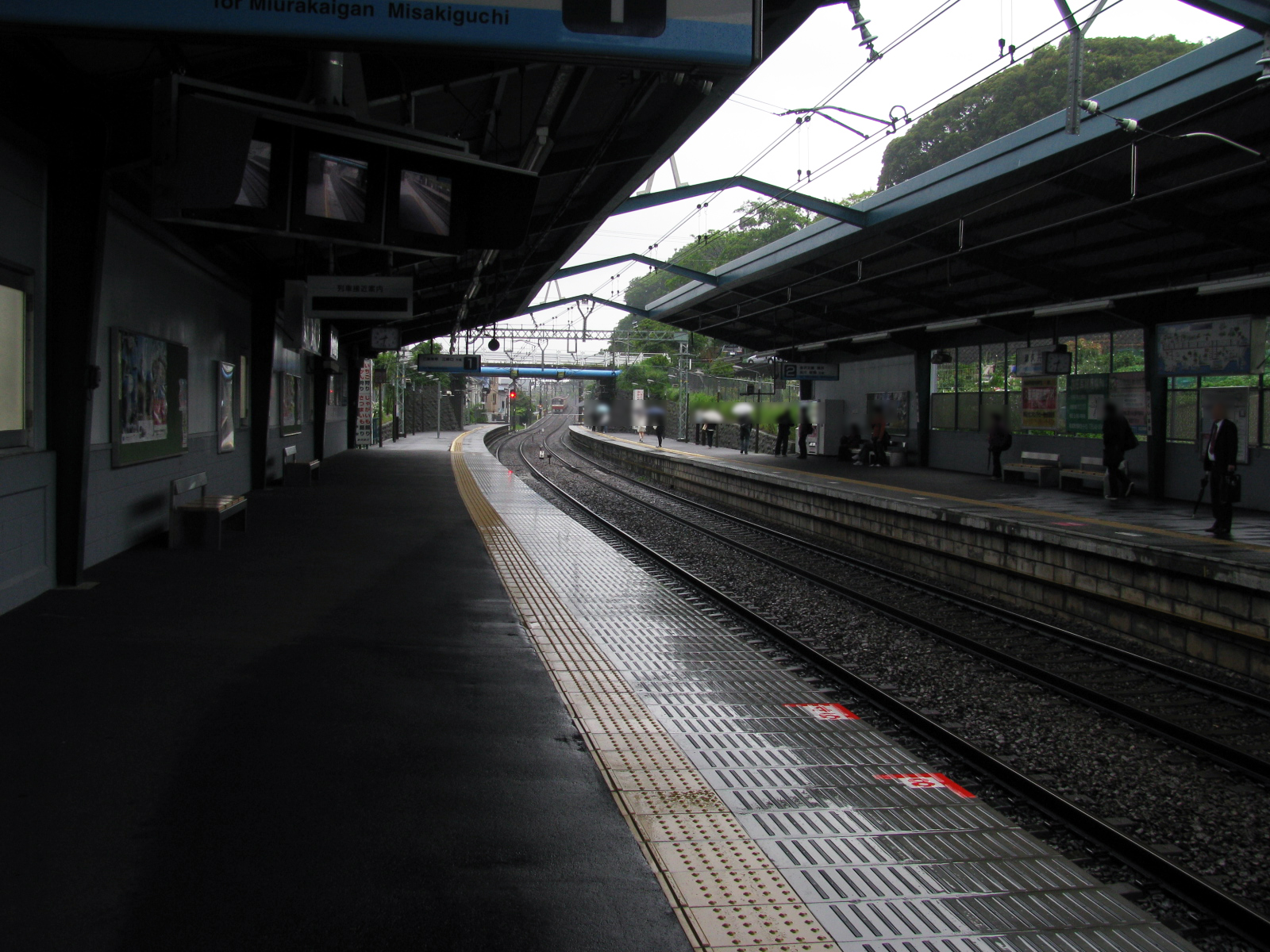
2008년 승강장
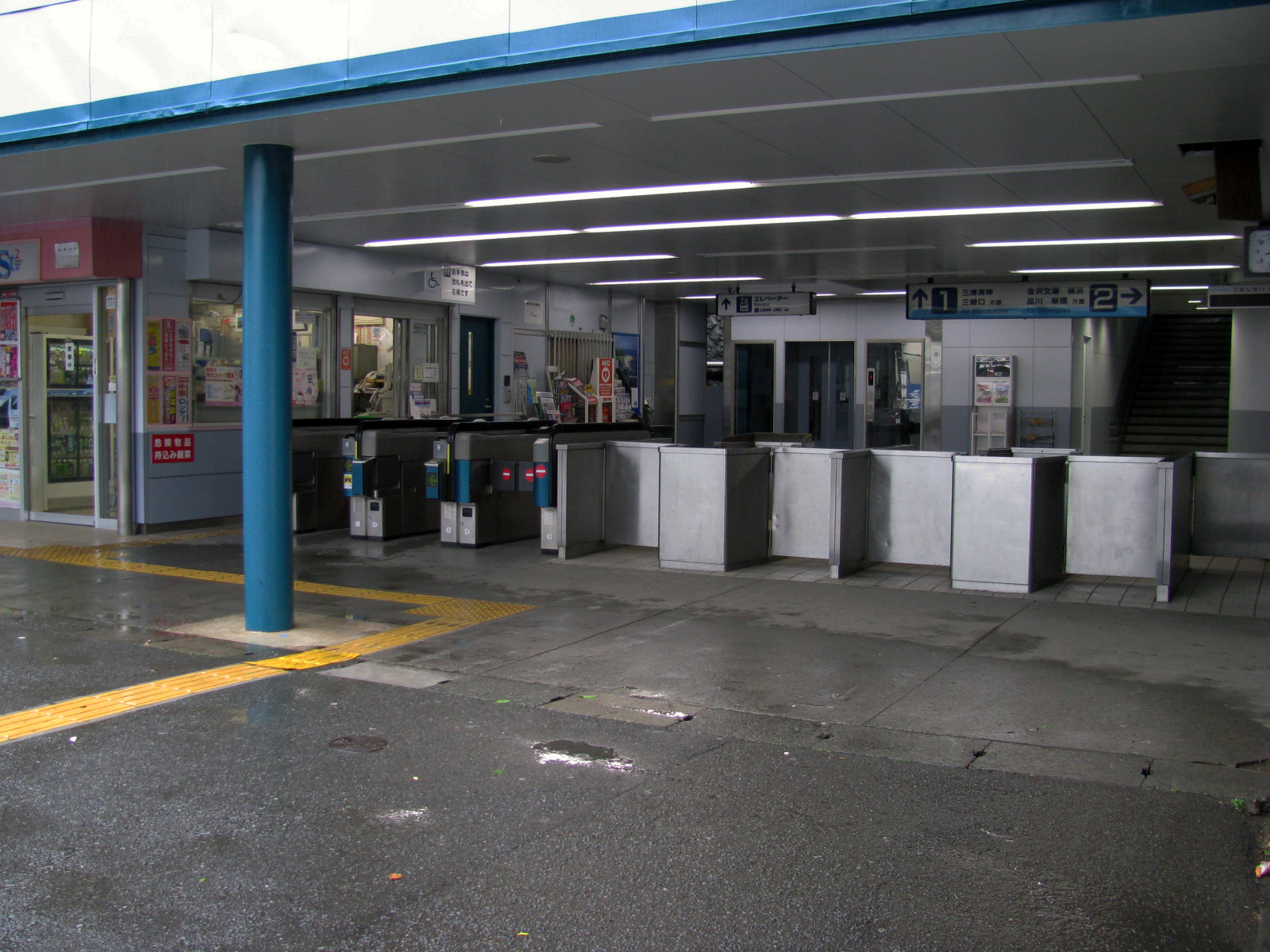
개찰구

## 인접역
| 게이힌 급행 전철 ■ 구리하마 선       | 게이힌 급행 전철 ■ 구리하마 선 | 게이힌 급행 전철 ■ 구리하마 선    |
| ------------------------------------ | ------------------------------ | --------------------------------- |
| KK69 게이큐 나가사와 호리노우치 방면 | 게이큐 윙 호・쾌특・특급       | 미우라카이간 KK71 미사키구치 방면 |